# Patagonotothen
Patagonotothen – rodzaj ryb z rodziny nototeniowatych (Nototheniidae).

## Klasyfikacja
Gatunki zaliczane do tego rodzaju:

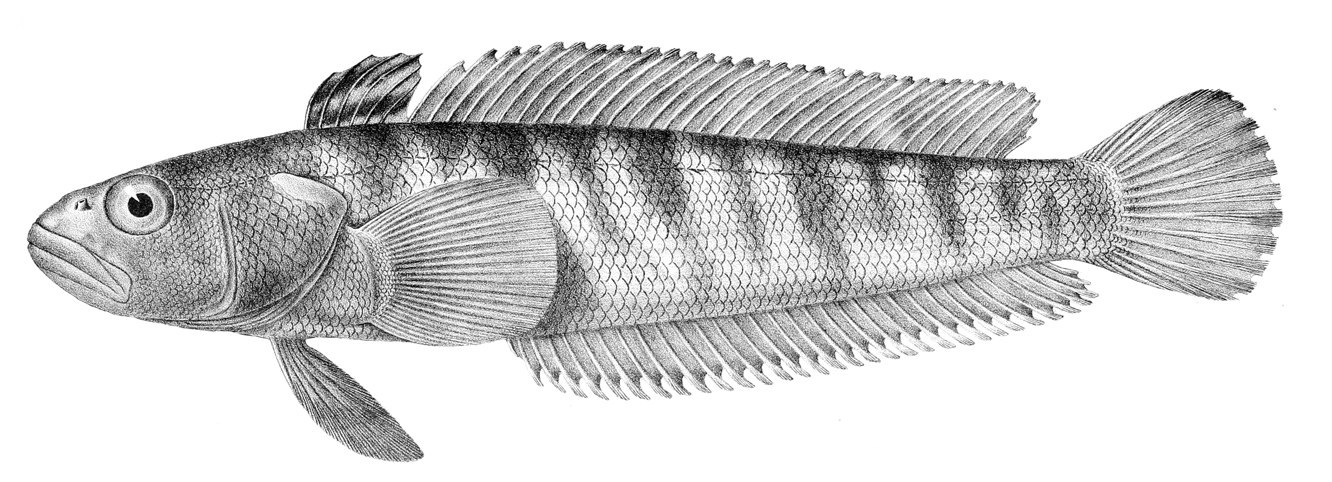
Patagonotothen brevicauda
- Patagonotothen cornucola
- Patagonotothen elegans
- Patagonotothen guntheri
- Patagonotothen jordani
- Patagonotothen kreffti
- Patagonotothen longipes
- Patagonotothen occidentalis
- Patagonotothen ramsayi
- Patagonotothen shagensis
- Patagonotothen sima
- Patagonotothen squamiceps
- Patagonotothen tessellata
- Patagonotothen thompsoni
- Patagonotothen wiltoni

- Patagonotothen ramsayi